# Inmigración española en el Reino Unido
Los españoles en el Reino Unido son personas de ascendencia española residentes en el Reino Unido. Pueden ser ciudadanos británicos o inmigrantes no ciudadanos.

## Historia
Los españoles han emigrado al actual territorio del Reino Unido desde la Edad Media. La nobleza y los reyes españoles e ingleses se casaron en numerosas ocasiones, un ejemplo notable se encuentra en el rey Eduardo I de Inglaterra y en Leonor de Castilla, padres del rey Eduardo II. En 1501, Catalina de Aragón llegó a Londres con 15 años. Después de la muerte prematura de su primer marido, se convirtió en la primera esposa de Enrique VIII de Inglaterra. Su hija, María Tudor, intentó reintroducir el catolicismo como religión estatal durante su propio reinado y se casó con Felipe II de España. Ambas mujeres llevaron la influencia de la cultura española a la corte real.

## Demografía
El censo del Reino Unido de 2001 registraba 54482 españoles, de los cuales 54105 residían en la isla de Gran Bretaña (es decir, el Reino Unido excluyendo Irlanda del Norte). La cifra equivalente en el censo de 1991 fue de 38606. Las zonas censales con mayor número de residentes nacidos en España en 2001 fueron Kensington, Regent's Park y Chelsea, todas en el oeste de Londres. El censo del Reino Unido de 2011 registró 77554 residentes nacidos en España en Inglaterra, 1630 en Gales, 4908 en Escocia y 703 en Irlanda del Norte. Según las estadísticas del Instituto Nacional de Estadística, el número de españoles inscritos en el consulado español en el Reino Unido era de 102498 a 1 de enero de 2016. La Office for National Statistics estima que la población nacida en España en el Reino Unido era de 125 000 personas en 2015. El INE calcula que hay unos 152.291 españoles residiendo en el Reino Unido.

## Economía
Según un análisis del Institute for Public Policy Research, el 71,22 % de los recientes inmigrantes españoles en el Reino Unido están empleados, frente a los desempleados o inactivos (incluidos los estudiantes), frente al 73,49 % de los nacidos en el Reino Unido. El 15,05 % de los inmigrantes nacidos en España son de bajos ingresos, es decir, con ingresos inferiores a 149,20 libras esterlinas por semana (en comparación con el 21,08 % de los nacidos en el Reino Unido), y el 2,15 % son de altos ingresos, con ingresos superiores a 750 libras esterlinas por semana (en comparación con el 6,98 % de los nacidos en el Reino Unido). Entre los inmigrantes asentados nacidos en España, el 71,48 % están empleados, el 23,44% son de bajos ingresos y el 7,81% de altos ingresos.

## Educación
Existe una institución educativa española en Londres, el Instituto Español Vicente Cañada Blanch, dependiente del Ministerio de Educación de España.